# Metaniphargus beattyi
Metaniphargus beattyi is een vlokreeftensoort uit de familie van de Hadziidae. De wetenschappelijke naam van de soort is voor het eerst geldig gepubliceerd in 1942 door Clarence Raymond Shoemaker.